# GFriend
GFriend (em coreano:  hangul: 여자친구; hanja: 女子親舊; rr: Yeoja Chingu; MR: Yŏjach'in'gu; lit. Namorada) é um grupo feminino sul-coreano formado pela agência Source Music, uma subsidiária da HYBE Corporation, em 2015. Ele é composto por seis membros: Sowon, Yerin, Eunha, Yuju, SinB, e Umji. Sua estreia ocorreu com o lançamento de Season of Glass, seu primeiro mini-álbum, em 15 de janeiro de 2015. GFriend ganhou diversos prêmios em 2015 e alavancou com muita energia desde sua estreia, mesmo sendo de uma empresa pequena. GFriend também se tornou o primeiro grupo feminino dentre todos a ser entrevistado pelo Grammy Mini Masterclass, um programa de entrevistas organizado pelo US Grammy’s Museum Experience Prudential Center onde artistas, músicos atuantes da indústria e musicistas falam sobre música para influenciar a juventude.
Em 2016, GFriend continuou seu sucesso com o seu terceiro mini-álbum, Snowflake, e ganhou o primeiro lugar em vários programas de música com a música intitulada "Rough". Em 11 de julho de 2016, GFriend lançou seu primeiro álbum de estúdio, LOL. Em 2017, GFriend voltou com um novo conceito para seu quarto mini-álbum, The Awakening. Em agosto de 2017, GFriend lançou seu quinto mini-álbum, Parallel, e este foi relançado um mês depois com o título de “Rainbow”. Nos dias 6 e 7 de janeiro de 2018, GFriend estreou seu primeiro concerto chamado “Season of GFriend” e sua primeira turnê asiática com o mesmo nome.
GFriend lançou seu sexto mini-álbum, Time For The Moon Night, no dia 30 de abril de 2018 e um mini-álbum especial, Sunny Summer, no dia 19 de Julho de 2018. Entre as duas datas anteriores, GFriend teve sua estreia oficial japonesa com seu primeiro mini-álbum “GFriend 1st Best” no dia 23 de maio e 2018. Em janeiro de 2019, GFriend lançou seu segundo álbum de estúdio, Time For Us, e lançou o sétimo mini-álbum, Fever Season, em julho daquele ano. Os últimos lançamentos do grupo consistem na trilogia “回”, a qual consiste em dois mini-álbum álbuns e o terceiro, sendo um álbum de estúdio.
No dia 18 de maio de 2021, foi confirmado por meio da própria empresa que o contrato não foi renovado, sem grandes explicações, o que levaria à descontinuação do grupo, confirmado pelas cantoras através de cartas manuscritas e publicadas, em 19 de maio de 2021, através da plataforma Weverse.
Em 24 de setembro de 2024, a Source Music confirmou que, em janeiro de 2025, o GFriend se reunirá e fará um projeto em comemoração aos 10 anos do grupo. 

## História

### 2015:Season of Glass,Flower Bude acidente no palco

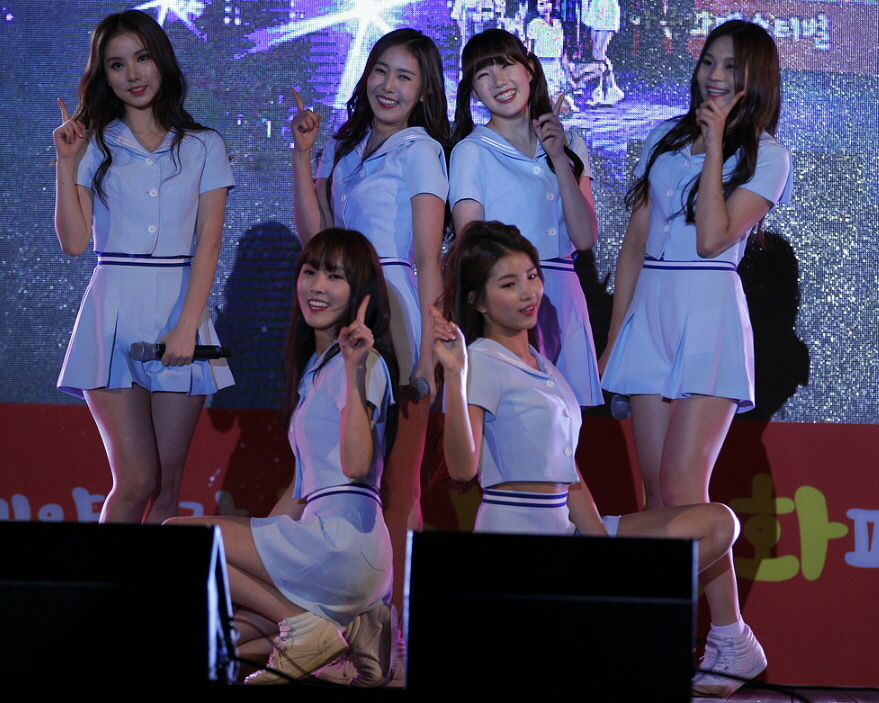
GFriend em 2015.

O mini-álbum de estreia do grupo, Season of Glass, foi lançado em 14 de janeiro de 2015. O álbum consiste de cinco faixas; sua faixa promocional foi composta por Iggy e Seo Yong-bae. Season of Glass estreou em décimo segundo na tabela musical oficial da Coreia do Sul. GFriend começou as promoções para o seu álbum em 16 de janeiro no programa musical Music Bank da KBS.
Em 23 de julho de 2015, GFriend lançou seu segundo extended play intitulado Flower Bud. O álbum é composto por seis faixas; a faixa-título "'오늘부터 우리는'" (Me Gustas Tu). O videoclipe da canção foi lançado no canal oficial do grupo no YouTube em 23 de julho de 2015. O grupo começou suas promoções de grupo na mesma data do lançamento do álbum, 23 de julho de 2015 no M!Countdown da Mnet. Elas foram elogiadas por terem vindo de uma pequena empresa, e ainda assim estarem dando bons resultados.
Em 7 de setembro de 2015, uma gravação de um fã do grupo performando Me Gustas Tu viralizou no YouTube pelo fato delas terem continuado a apresentar o show após duas integrantes terem caído no chão diversas vezes por causa do palco escorregadio e cheio de mariposas e borboletas. GFriend foi elogiado pelo profissionalismo presente no palco, especialmente Yuju, que caiu 4 vezes ao longo da performance, e SinB, que caiu uma vez, enquanto Umji, Eunha e Yerin escorregaram, apenas Sowon que nada sofreu ao longo da apresentação. Devido a este fato, Me Gustas Tu voltou as tabelas musicais, com o peak em #8.

### 2016:Snowflakee primeiro álbum de estúdio
Em janeiro de 2016, surgiram rumores de que o grupo faria seu comeback ainda mesmo em janeiro. Na segunda quinzena de Janeiro, a empresa do grupo, Source Music, confirmou o comeback do grupo, com seu terceiro miniálbum intitulado "Snowflake". A empresa também revelou que esse comeback encerra o conceito colegial/estudante que as meninas apresentaram desde seu debut. Nos próximos comebacks do grupo provavelmente serão trabalhados novos conceitos. No dia 19 de janeiro, foi lançado o teaser de sua nova música, intitulada "Rough", que aborda a união das garotas. A empresa revelou estar se programando para lançar o novo clipe no dia 25 de janeiro.
GFriend conseguiu criar grandes expectativas para seu próximo álbum devido a grande popularidade que conseguiu no ano anterior. A pré-venda do extended play atingiu o primeiro lugar em vendas no site Synnara em 19 de janeiro, mostrando que o grupo conquistou interesse e o amor de fãs e admiradores.
O videoclipe de Rough foi lançado conforme o programado e em pouco mais de três semanas após seu lançamento o clipe alcançou mais de 6 milhões de visualizações, o grupo vem ganhando ainda mais popularidade entre os fãs coreanos e internacionais. GFriend ganhou 15 prêmios nos programas musicais da Coreia do Sul com a música "Rough", que foi a segunda música com mais prêmios de uma girl group na Coreia do Sul, atrás apenas de Luv do grupo feminino APink.

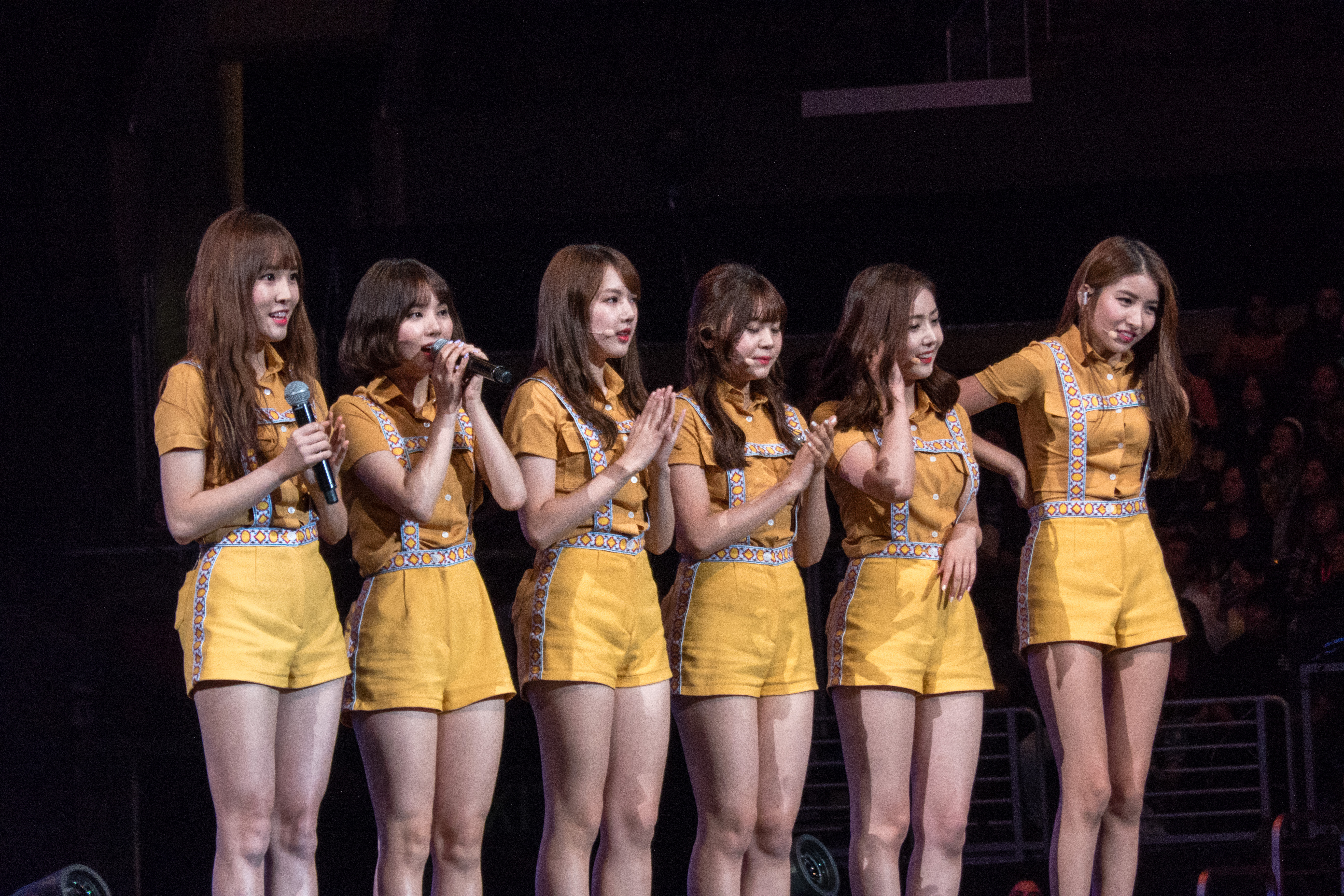
GFriend no KCon 2016.

Em março (25), o site Sports Chosun teve uma entrevista por celular com o CEO da Source Music, empresa do GFriend, So Sung Jin.
O CEO da Source Music, So Sung Jin, revelou:
"GFriend vai debutar no mercado japonês esse ano de qualquer jeito. É altamente provável que elas irão lançar uma nova musica nesse verão e promover no Japão depois das promoções na Coreia."
Ele também falou sobre os planos de promover no Japão e na China.
Em 29 de junho, a agência Source Music começou a publicar teasers para o primeiro álbum de estúdio do grupo, "LOL", que significa ao mesmo tempo "Laughing Out Loud" (rir alto) e "Lots of Love" (muito amor).
Em 7 julho, foi divulgado que o primeiro álbum de GFriend já tinha vendido 60 mil cópias na pré-venda, que tinha sido um recorde pro grupo até então. O primeiro álbum foi lançado em 11 de julho e já possui mais de 40 mil exemplares vendidos. "Navillera" ganhou 14 prêmios (ou win) em programas musicais coreanos em 2016, o que tornou GFriend o girl group com mais prêmios musicais no período de um ano letivo, com 29 prêmios, passando Girls' Generation (ou SNSD) com 22 prêmios (2010).

### 2017:The Awakening, sucesso na pré-venda eParallel
Em fevereiro de 2017, a agência do grupo anunciou que elas estariam fazendo um comeback na terceira semana de Março. No dia 27 do mesmo mês, a agência revelou o nome do quarto extended play chamado The Awakening. O álbum conseguiu passar da marca de 100,000 álbuns vendidos na pré-venda, maior do que todas as pré-vendas dos álbuns anteriores. O álbum também conseguiu a quinta posição na Billboard World Album e a canção ficou em terceiro lugar na principal tabela musical coreana, a Gaon e vendendo mais de 150,000 cópias em sua primeira semana. Tamar Herman da Billboard declarou que a música "enfatiza os poderosos vocais do grupo, saindo do som mais jovem dos singles passados".
Em julho de 2017, começaram a ser liberados teasers do quinto mini-álbum do grupo, intitulado Parallel, que seria lançado no dia 1 de agosto do mesmo ano, o videoclipe da faixa-título, Love Whisper, conseguiu alcançar mais de 8 milhões de visualizações nas primeiras 24 horas, além de atingir o pico das principais tabelas da Coreia do Sul. Em setembro, o grupo relançou o álbum intitulado "Rainbow" com a faixa-título "Summer Rain", terminando o ano sendo o terceiro girlgroup onde mais vendeu cópias físicas e o quinto em cópias digitais em território sul-coreano. No mesmo ano, em comemoração aos 1000 dias desde a estreia do grupo, GFriend protagonizou um novo reality show intitulado The Friends in Adriatic Sea onde o grupo visitava diversos países europeus. Em novembro, GFriend ganhou seu primeiro prêmio de âmbito ocidental no Europe Music Awards na categoria "Melhor Ato Coreano" e são o único girl group a ganhar o prêmio até então.

### 2018:Season of GFriend,Time for the Moon Nighte estreia no mercado japonês
O grupo estreou o ano com seu primeiro concerto desde sua estreia, Season of GFriend, com suas datas marcadas para 6 e 7 de Janeiro. Os 6,000 ingressos do concerto esgotaram após 3 minutos de venda. Depois do sucesso do concerto na Coreia, o grupo anunciou que o prolongaria para uma turnê asiática que começou em 28 de fevereiro em Taipé, Taiwan e além disso, passará em Tailândia, Hong Kong, Singapura e Japão. No final de fevereiro, a agência do grupo confirmou que GFriend iria debutar no mercado japonês assinando contrato com a King Records, que gerencia grandes nomes japoneses, com a previsão de estreia em Maio. O álbum de estreia foi intitulado como "GFriend 1st Best" e teve sua data marcada para 23 de março, o extended play possui os maiores sucessos do grupo em sua versão japonês, tendo Me Gustas Tu em sua versão japonesa como sua faixa-título.
Em abril, a agência de GFriend confirmou que o grupo voltaria em 30 de abril com seu sexto mini-álbum intitulado "Time for the Moon Night" com uma faixa-título homônima e mais outras 7 faixas. O álbum bateu um novo recorde para o grupo, adquirindo a primeira posição em 8 países ao redor do mundo, além de estrear na primeira posição na principal tabela musical coreana, a Gaon e vender mais de 49,000 cópias em solo coreano. Na semana seguinte, foi reportado que o grupo empatou com Girls' Generation e Twice como os girl groups com mais entradas no Top 10 do Billboard World Albums Chart, com 5 entradas cada. Na segunda semana de promoção do álbum, GFriend garantiu os 6 prêmios existentes nos programas musicas sul-coreanos, Inkigayo, M!Countdown, Music Bank, Show Champion, Show! Music Core e The Show, tornando "Time for the Moon Night" a primeira música de 2018 a conseguir todos os prêmios nos programas musicais.
Ao final de maio, o grupo embarcou para o Japão para promover seu primeiro mini-álbum "GFriend 1st Best" que foi lançado em 23 de abril, no primeiro dia de promoção performaram para um público de 1,500 pessoas, além de estrearem em nono nos álbuns mais vendidos do dia em território japonês.
No início de julho, foi anunciado que o grupo estaria voltando com um mini-álbum de verão intitulado "Sunny Summer", incluindo uma faixa-título de mesmo nome e outras quatro novas faixas.
No início de outubro, GFriend lançou seu primeiro single álbum japonês, "Memoria /夜 (Time for the moon night)". O álbum estrou na sexta posição na tabela musical mais importante no Japão, a Oricon, além de estrear em #5 nas vendas semanais de singles da Billboard Japan.

### 2019:Time for Us, investimento no mercado japonês eFever Season

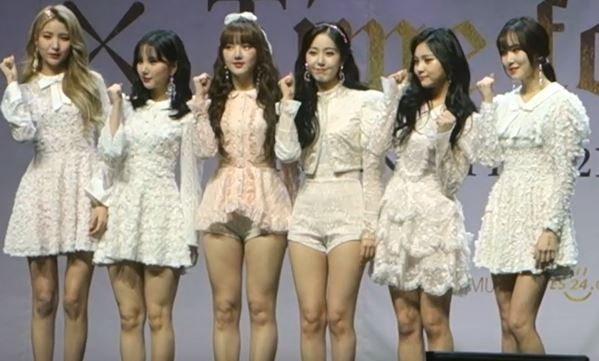
GFriend durante o espetáculo de estreia de Time for Us no dia 14 de janeiro de 2019.

Em 14 de janeiro, GFriend lançou seu segundo álbum de estúdio, Time for Us, com a faixa-título "Sunrise". Time for Us se tornou o álbum coreano mais vendido do grupo com mais de 86,000 cópias vendidas reportadas pelo Gaon Chart. Em 13 de fevereiro, o grupo lançou seu segundo single japonês, "Sunrise (JP ver.)/La Pam Pam". Em 13 de março, GFriend lançou seu terceiro single japonês, "Flower/Beautiful".
Em 1 de julho, GFriend lançou seu sétimo mini álbum, Fever Season, seguido da faixa-título "Fever". O mini-álbum consiste em 8 faixas, incluindo uma versão instrumental de sua faixa-título. O grupo também promoveu no Japão por meio de uma colaboração com o grupo pop japonês Sonar Pocket e lançou um single japonês intitulado Oh Difficult~, em 3 de julho. Em 13 de novembro, o grupo lançou seu primeiro álbum de estúdio japonês, "Fallin' Light" com sua faixa-título de mesmo nome e incluindo os outros dois singles japoneses anteriores, "Memoria" e "Flower".

### 2020–2021: Trilogia "回" e fim do grupo
Em 3 de fevereiro, o grupo lançou seu oitavo mini álbum, 回:Labyrinth, com a faixa-título "Crossroads", que marcou o primeiro retorno do grupo desde a aquisição da Source Music como subsidiária pela HYBE Corporation em 2019.. No dia 13 de julho, o girl group fez o seu retorno com o nono e último extended play Song of the Sirens contendo 6 faixas, com a faixa-título Apple. Em 12 de outubro, foi anunciado que o grupo faria um retorno com seu quarto álbum de estúdio e último trabalho como grupo, Walpurgis Night em 9 de novembro com o single "Mago". 
Em 22 de maio de 2021, Source Music anunciou que todas as seis integrantes deixaram sua agência com o fim de seu contrato e que o grupo chegaria ao fim.

## Integrantes
- Sowon (em coreano:  소원), nascida Kim So-jung (em coreano:  김소정) em 7 de dezembro de 1995 (29 anos) em Seul, Coreia do Sul. É a líder, visual, e sub-vocalista do grupo.
- Yerin (em coreano:  예린), nascida Jung Ye-rin (em coreano:  정예린) em 19 de agosto de 1996 (28 anos) em Incheon, Coreia do Sul. É a segunda sub-vocalista do grupo.
- Eunha (em coreano:  은하), nascida Jung Eun-bi (em coreano:  정은비) em 30 de maio de 1997 (28 anos) em Seul, Coreia do Sul. É a vocalista líder do grupo.
- Yuju (em coreano:  유주), nascida Choi Yu-na (em coreano:  최유나) em 4 de outubro de 1997 (27 anos) em Goyang, Gyeonggi, Coreia do Sul. É a vocalista principal.
- SinB (em coreano:  신비), nascida Hwang Eun-bi (em coreano:  황은비) em 3 de junho de 1998 (27 anos) em Cheongju, ChungCheong do Norte, Coreia do Sul. É a dançarina principal e sub-vocalista do grupo.
- Umji (em coreano:  엄지), nascida Kim Ye-won (em coreano:  김예원) em 19 de agosto de 1998 (26 anos) em Incheon, Coreia do Sul  Sub-vocalista.

## Discografia
Álbuns coreanos
- 2016: LOL
- 2019: Time for Us
- 2020: Walpurgis Night

Álbuns japoneses
- 2019: Fallin' Light

## Embaixatrizes
A Shopee Indonésia, em 2019, contratou GFriend como suas embaixadoras, sob o título de "2019 Global K-Market Ambassador". Sua embaixada fez uma grande contribuição às ações da marca K-Wave, fazendo-as terem um aumento óctuplo às suas vendas coreanas, a ganhar o primeiro lugar para a Indonésia e sétimo lugar mundialmente na 2019 Top Brand Buzz Awards, na "Categoria Melhor Marca de 2019".

## Filmografia
| Ano  | Título                             | Rede                    | Notas        |
| ---- | ---------------------------------- | ----------------------- | ------------ |
| 2015 | GFriend! Look After Our Dog        | Skytv                   | 12 episódios |
| 2015 | One Fine Day                       | MBC Music               | 4 episódios  |
| 2016 | GFriend - Where R U Going?!        | iMBC, VApp, MBCKpop     | 7 episódios  |
| 2016 | MAMAMOO x GFriend Showtime         | MBC Every 1             | 8 episódios  |
| 2016 | GFriend Loves Europe               | skyTravel               | 8 episódios  |
| 2017 | The Friends in Adriatic Sea        | KStar, Cube TV, E! Asia | 5 episódios  |
| 2019 | GFriend Summer Vacation in Okinawa | U-Next                  | 10 episódios |
| 2020 | GFRIEND's MEMORIA                  | Weverse                 | 4 Episodios  |

### DVDs
- GFriend - Where R U Going?
- 2017 Season's Greetings
- 2018 Season's Greetings
- 1st Concert "Season of GFriend"
- 2019 Season's Greetings "Be In Full Bloom"
- 1st Concert "Season of GFriend" (Encore)
- GFriend 1st Photo Book "여자친구"

## Concertos e turnês

### Turnês
- GFriend 1st Asia Tour: Season of GFriend (2018)
- GFriend Spring Tour 2019: Bloom (2019)
- GFriend 2nd Asia Tour: Go Go GFriend! (2019)

### Showcases
- GFriend L.O.L Showcase (2016)
- GFriend Premium Showcase in Japan (2018)

#### GFriend 1st Asia Tour: Season of GFriend
| Data                  | Cidade        | País          | Local                         | Público |
| --------------------- | ------------- | ------------- | ----------------------------- | ------- |
| 6 de janeiro de 2018  | Seul          | Coreia do Sul | Olympic Hall                  | 6,000   |
| 7 de janeiro de 2018  | Seul          | Coreia do Sul | Olympic Hall                  | 6,000   |
| 28 de fevereiro 2018  | Nova Taipé    | Taiwan        | Xinzhuang Gymnasium           | 5,000   |
| 2 de agosto de 2018   | Osaka         | Japão         | Namba Hatch                   | —       |
| 5 de agosto de 2018   | Tóquio        | Japão         | Toyosu PIT                    | 3,000   |
| 26 de agosto de 2018  | Cidade Quezon | Filipinas     | New Frontier Theater          | —       |
| 1 de setembro de 2018 | Hong Kong     | Hong Kong     | HITEC                         | —       |
| 8 de setembro de 2018 | Seul          | Coreia do Sul | SK Olympic Handball Gymnasium | 8,000   |
| 9 de setembro de 2018 | Seul          | Coreia do Sul | SK Olympic Handball Gymnasium | 8,000   |

- Os dois concertos realizados no Japão eram chamados de "Summer Live in Japan 2018" devido às promoções do debut japonês do grupo. Os concertos eram parte do seu Tour Asiático.[57][58]

#### GFriend Spring Tour 2019: Bloom
| Data                | Cidade | País  | Local              | Público |
| ------------------- | ------ | ----- | ------------------ | ------- |
| 3 de março de 2019  | Osaka  | Japão | Zepp Osaka Bayside | —       |
| 15 de março de 2019 | Nagoya | Japão | Zepp Nagoya        | —       |
| 20 de março de 2019 | Tóquio | Japão | Toyosu PIT         | 6,000   |
| 21 de março de 2019 | Tóquio | Japão | Toyosu PIT         | 6,000   |

#### GFriend 2nd Asia Tour: Go Go GFriend!
| Data                   | Cidade        | País          | Local                         | Público |
| ---------------------- | ------------- | ------------- | ----------------------------- | ------- |
| 18 de maio de 2019     | Seul          | Coreia do Sul | SK Olympic Handball Gymnasium | 40,000  |
| 19 de maio de 2019     | Seul          | Coreia do Sul | SK Olympic Handball Gymnasium | 40,000  |
| 29 de junho de 2019    | Kuala Lumpur  | Malásia       | Malawati Indoor Stadium       | 40,000  |
| 20 de julho de 2019    | Singapura     | Singapura     | The Star Theatre              | 40,000  |
| 27 de julho de 2019    | Bangkok       | Tailândia     | BCC Hall                      | 40,000  |
| 3 de agosto de 2019    | Hong Kong     | Hong Kong     | AsiaWorld–Expo                | 40,000  |
| 23 de agosto de 2019   | Jacarta       | Indonésia     | The Kasablanka Hall           | 40,000  |
| 25 de agosto de 2019   | Cidade Quezon | Filipinas     | New Frontier Theater          | 40,000  |
| 31 de agosto de 2019   | Taipé         | Taiwan        | NTSU Arena                    | 40,000  |
| 17 de novembro de 2019 | Yokohama      | Japão         | Pacifico Yokohama             | 40,000  |

## Prêmios e indicações
GFriend ganhou seu primeiro grande prêmio como "Melhor Novo Artista Feminino" no Melon Music Awards no dia 7 de novembro de 2015, com seu mini-álbum de estreia "Season of Glass". O grupo também ganhou diversos prêmios de "Melhor Artista" entre o final de 2015 e o início de 2016, incluindo premiações como a 5ª edição do Gaon Chart Music Awards, a 30ª do Golden Disc Awards e a 25ª do Seoul Music Awards. O grupo ganhou seu maior prêmio (Daesang) em 2016 no Korean PD Awards.
Sua primeira vitória em um programa musical foi no The Show com a música intitulada "Rough" no dia 2 de fevereiro de 2016, após o acontecimento e durante o período de promoções da música, GFriend foi responsável por receber um total de 15 prêmios dos programas musicais onde se apresentaram. Durante suas promoções com a música "Navillera", conseguiram um total de 14 prêmios de programas musicais, fazendo-as o grupo feminino com o maior número de vitórias dentro de um ano, com o total de 29 prêmios.

O faixa título, Rough, do terceiro mini álbum do grupo, Snowflake, deu ao grupo diversas premiações entre o final de 2016 e o início de 2017, incluindo o prêmio de "Música do Ano" em janeiro, na 7ª edição do Gaon Chart Music Awards. "Rough" também ganhou os prêmios de "Melhor Dança" e Bonsang Digital no Melon Music Awards de 2016, no Mnet Asian Music Awards de 2016 e no 31º Golden Disc Awards, respectivamente.